# دنيس د. دونوفان
دنيس د. دونوفان (بالإنجليزية: Dennis D. Donovan)‏ هو محامي وسياسي أمريكي، ولد في 31 يناير 1859، وتوفي في 21 أبريل 1941 في نابوليون في الولايات المتحدة. حزبياً، نشط في الحزب الديمقراطي. وقد انتخب عضو مجلس نواب أوهايو وانتخب عضو مجلس النواب الأمريكي.